# 埼玉県警察
埼玉県警察（さいたまけんけいさつ）は、埼玉県の都道府県警察である。略称は埼玉県警。
埼玉県公安委員会管理。給与支払者は埼玉県知事。警察庁関東管区警察局管内。

## 沿革
- 1954年（昭和29年）7月1日 - 警察法施行に伴い、国家地方警察埼玉県本部と、浦和市警察、大宮市警察などの自治体警察が統合し埼玉県警察発足。
- 2023年 - 警務部警務課にDX推進室、生活安全部人身安全対策課に人身安全対策室、同部にサイバー局・サイバー対策課・サイバー捜査課、サイバー特別捜査隊、警備部警備課に警衛警護室をそれぞれ新設[5]。
- 2024年 - 組織犯罪対策局内に、組織犯罪対策第三課を140人態勢で新設。そのうち70人は他都道府県警と合同で捜査にあたる[6]。
- 2025年
  - 1月22日、しまむらのAIモデル「瑠菜（るな、Luna）」が「サイバーセキュリティ広報大使」に就任[7]。任期は一年間[8]。
  - 4月、約50年続いた機動捜査隊[9]と刑事総務課捜査支援・通訳センターを統合、捜査支援課を新設[10]。初動捜査を強化し、「匿名・流動型犯罪グループ」による特殊詐欺・強盗事件の対策・戦略的な取り締まり推進を目的としている[11]。また、警察官採用試験の区分において、教養試験の問題数を50から28に、実施時間を120分から80分に、知識分野も削減。さらに、二類(短大・専門学校卒業程度)及び三類(一・二類以外)を二類(一類以外)に統合[12]。
  - 5月01日 - 警察官の暑さ対策の一環として、ポロシャツタイプの制服を試験導入[13]。警察庁が発案し、10月31日まで着用予定[14]。
- 2027年3月 - 仮称:川口北警察署が開所予定[15][16][17][18][19](2024年12月現在)。2025年04月、新築工事に着手したと発表があった[20]。

## 本部組織

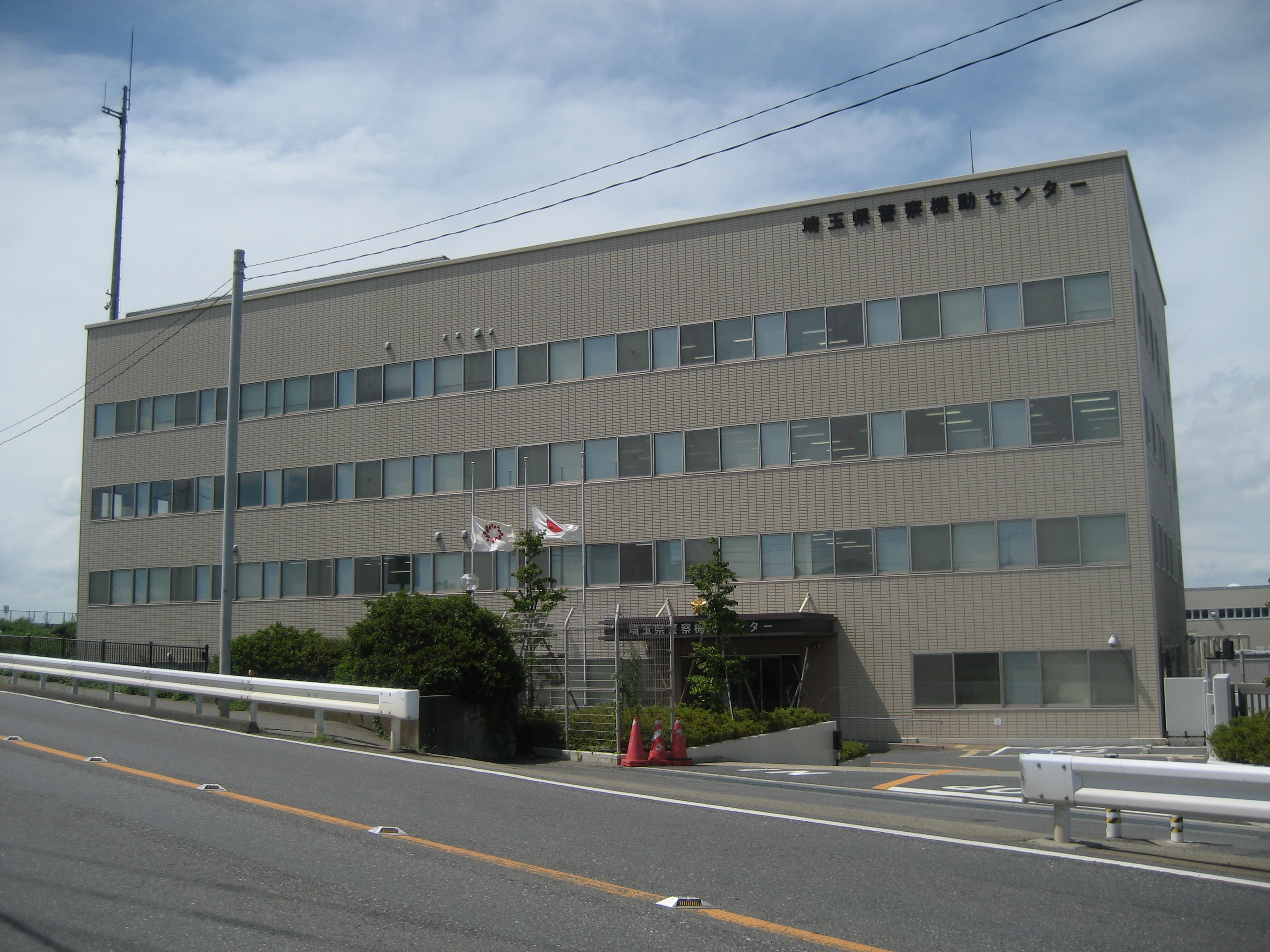
機動センター庁舎
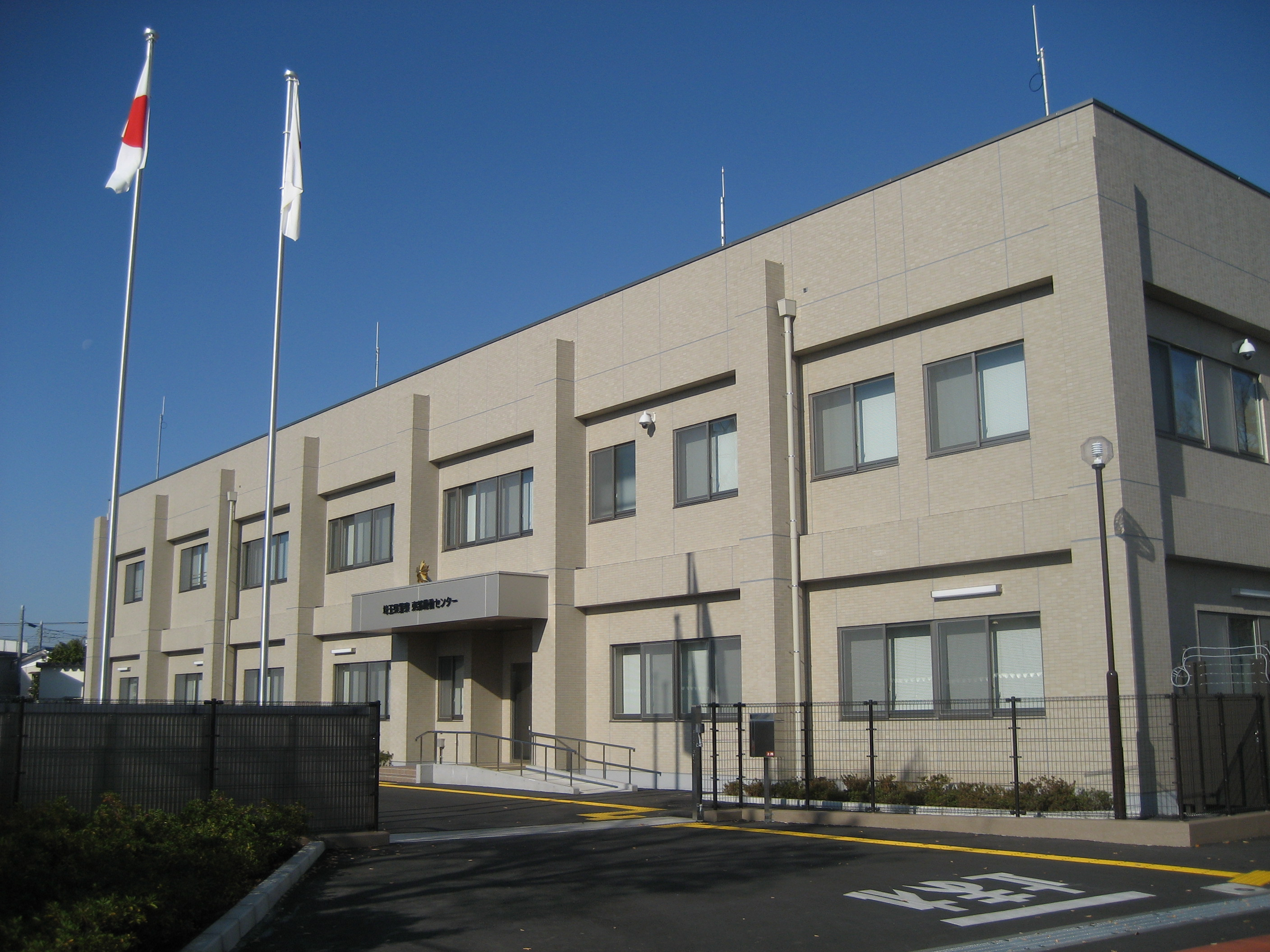
東部機動センター庁舎
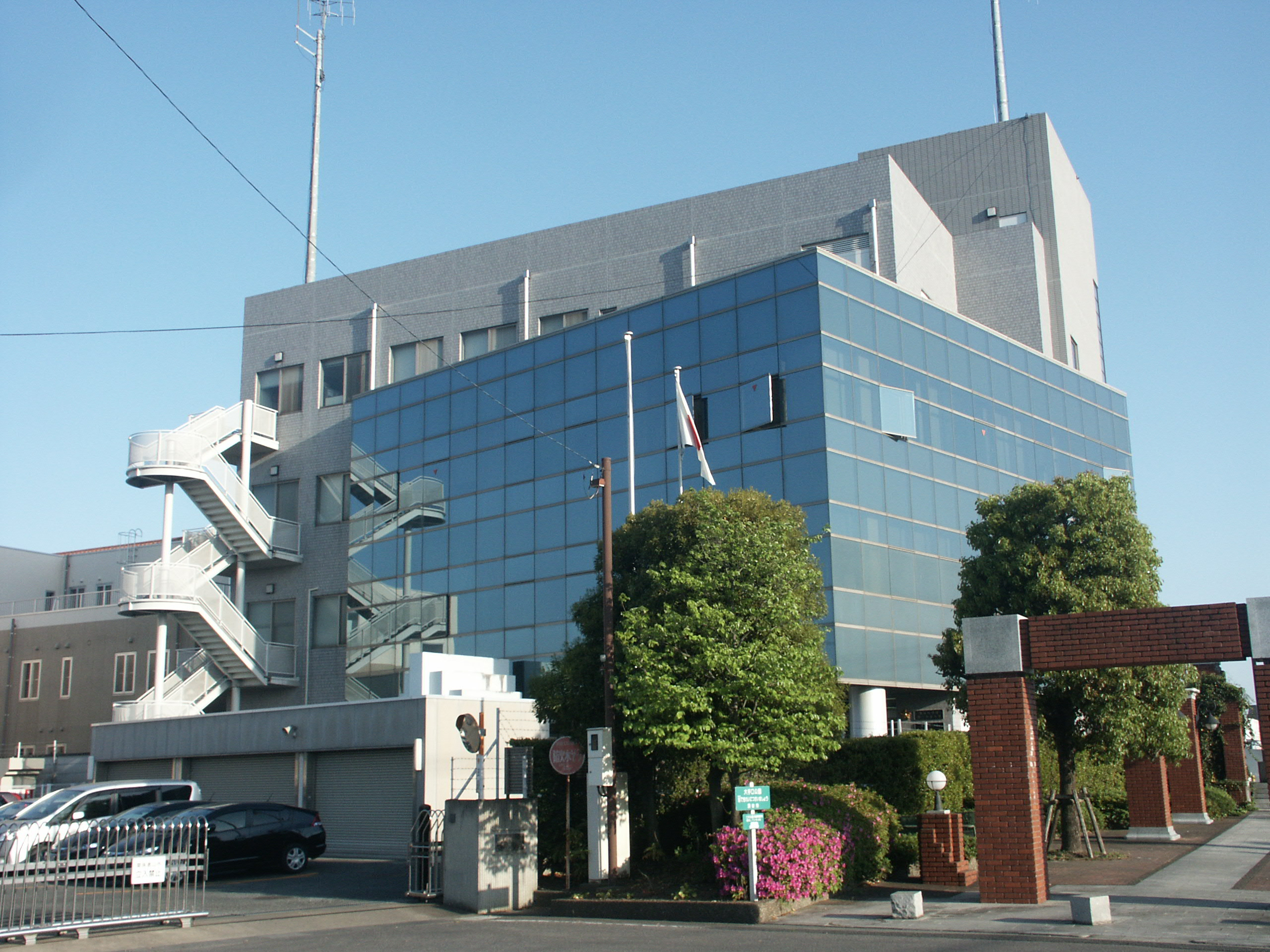
北部機動センター庁舎

大規模警察本部で、2024年11月現在警察本部長は警視監。
2025年4月現在の組織一覧は以下のとおり。
総務部
- 総務課[20]
  - 公安委員会室
  - 取調べ監督室
- 文書課[20]
- 広報課[20]
  - けいさつ総合相談センター
  - 警察音楽隊
- 情報管理課[20]
  - 情報セキュリティ対策室
  - 照会センター
- 留置管理課[20]
  - 留置センター
    - 警察本部第一～第四留置施設
- 総務部財務局
  - 会計課[20]
    - 監査室

  - 施設課[20]
  - 装備課[20]
    - 装備技術センター

警務部
- 警務課[20]
  - 採用センター
  - 犯罪被害者支援室
  - 企画調整室
  - DX推進室
- 監察官室[20]
- 教養課[20]
  - 現任教養推進室
- 厚生課[20]
  - 健康管理指導室

生活安全部
- 生活安全総務課[20]
  - 生活安全指導室
  - 地域安全対策推進室
  - 生活安全特別捜査隊
- 人身安全対策課[20]
  - 人身安全対策室[5]
- 少年課[20]
  - 少年サポートセンター（さいたま市南区・ラムザタワー3階）[21]
    - 西分室川越相談室（川越市[21]・川越市教育センター分室内）[要出典]
    - 東分室越谷相談室（越谷市[21]・埼玉県越谷合同庁舎内）[要出典]
    - 北分室熊谷相談室（熊谷市[21]・熊谷市立婦人児童館内）[要出典]
- 保安課[20]
  - 匿流対策係[10]
- 生活経済課[20]
  - 生活経済捜査室
- サイバー局
  - サイバー対策課[20]
  - サイバー捜査課[20]
    - サイバー特別捜査隊[5]

地域部
- 地域総務課[20]
  - 地域指導室
  - 職務質問技能指導班「HAYATE(颯)」[20]
- 通信指令課[20]
- 自動車警ら隊[20]（さいたま市西区・機動センター内）
  - 南部方面隊（さいたま市西区・機動センター内）
  - 東部方面隊（越谷市・東部機動センター内）
  - 西部方面隊（川越市・川越警察署内）
  - 北部方面隊（深谷市・北部機動センター内）
- 鉄道警察隊[20]（大宮駅）[22]
  - 熊谷分駐隊（熊谷駅）
    - 大宮駅派遣所
    - さいたま新都心駅派遣所
    - 浦和美園駅派遣所

刑事部
- 刑事総務課[20]
  - 刑事指導室
  - 捜査支援・通訳センター
- 捜査支援課[20] - 2025年04月新設[10]。
- 捜査第一課[20]
  - 検視調査室
- 捜査第二課[20]
  - 特殊詐欺捜査室
- 捜査第三課[20]
- 鑑識課[20]（さいたま市大宮区・大宮警察署内）
- 科学捜査研究所[20]（さいたま市大宮区・大宮警察署内）
  - 法医鑑定室
- 組織犯罪対策局
  - 組織犯罪対策総務課[20]
  - 組織犯罪対策第一課[20]
  - 匿流対策係[10]
  - 組織犯罪対策第二課[20]
  - 匿流対策係[10]
  - ヤード対策係[10]
  - 組織犯罪対策第三課[20]
  - 組織窃盗・盗品流通事犯対策係[10]

交通部
- 交通総務課[20]
  - 交通安全対策推進室
- 交通指導課[20]
  - 放置駐車対策センター
- 交通捜査課[20]
- 交通規制課[20]
  - 交通管制センター（さいたま市浦和区・浦和警察署内[23]）
- 交通機動隊[20]（さいたま市西区）
  - 南部方面隊（さいたま市西区）
  - 東部方面隊（越谷市・東部機動センター内）
  - 西部方面隊（川越市・川越警察署内）
  - 北部方面隊（深谷市・北部機動センター内）
- 高速道路交通警察隊[20]（所沢市・関越自動車道所沢IC内）[24]
  - 所沢分駐隊（所沢市・関越自動車道所沢IC内）[24][25]
    - 【担当区域】
関越自動車道：練馬IC～鶴ヶ島IC間[26][25]
東京外環自動車道：大泉IC～戸田西IC間[25]

  - 花園分駐隊（深谷市・関越自動車道花園IC内）[24][25]
    - 【担当区域】
関越自動車道：鶴ヶ島IC～群馬県境間[26][25]

  - 岩槻分駐隊（さいたま市岩槻区・東北自動車道岩槻IC内）[24][25]
    - 【担当区域】
東北自動車道：川口JCT～栃木県境間[26][25]
首都高速川口線：東京都境（毛長川）～川口JCT間[25]

  - 三郷分駐隊（三郷市・常磐自動車道、東京外環自動車道、首都高速6号三郷線三郷IC内）[24][25]
    - 【担当区域】
常磐自動車道：三郷JCT～茨城県境間[26]
東京外環自動車道：戸田西IC～千葉県境間[26]
首都高速三郷線：三郷JCT～都県境[26][25]
首都高速大宮線：美女木JCT～与野JCT間[26][25]
首都高速埼玉新都心線：与野JCT～さいたま見沼IC間[26][25]

  - 桶川分駐隊（桶川市・首都圏中央連絡自動車道桶川加納IC内）[24][25]
    - 【担当区域】
首都圏中央連絡自動車道：都県境～茨城県境間[26][25]

  - 首都高速道路池袋線・川口線の交通事故は、協定により警視庁高速隊が担当する。その一方で、関越道および外環道の東京都内部分については埼玉県警高速隊が対応する[26]。
- 運転免許本部（鴻巣市）
  - 運転免許課[20]
  - 運転管理課[20]
    - 交通反則通告センター
    - 運転管理課大宮分室（さいたま市北区）[27]

  - 運転免許試験課[20]
    - 再交付・国外運転免許センター（さいたま市大宮区・ソニックシティ4階）[28]

警備部
- 公安第一課[20]
- 公安第二課[20]
- 公安第三課[20]
- 警備課[20]
  - 警衛警護室[5]
  - 航空隊（狭山市・航空自衛隊入間基地内）[要出典]
  - 植樹祭対策室[29] - 2024年04月01日設置[30]。
- 危機管理課[20]
- 外事課[20]
  - 外事特別捜査隊
  - 国際テロリズム対策室
- 機動隊[20]（朝霞市）
  - 機動戦術部隊RATS

さいたま市警察部（さいたま市浦和区・浦和警察署内）
- 総務課[20]
- 第一方面本部[20]（さいたま市浦和区・浦和警察署内）
  - 第一方面特別機動警察隊
- 第二方面本部[20]（川越市・川越警察署内）
- 第三方面本部[20]（深谷市・北部機動センター内）
- 第四方面本部[20]（越谷市・東部機動センター内）

警察犬センター（上尾市・上尾分庁舎隣接）
埼玉県警察学校（さいたま市北区）
- 機動センター庁舎
- 東部機動センター庁舎
- 北部機動センター庁舎

## データ
2025年（令和7年）4月現在
- 警察署 - 39[20]
- 交番 - 243[20]
- 駐在所 - 116[20]
- 警備派出所 - 1[20]
- 警察官 - 11699人[20]
- 一般職員 - 1111人[20]
- パトカー - 約500台[31]
- 白バイ - 約200台[31]
- 警察犬 - 87頭[31]
- 信号機 - 10385基[31]

2023(令和5)年中
- 110番 - 771388件[31]
- 刑法犯罪 - 49653件[31]
- 凶悪犯罪 - 413件[31]
- 交通事故 - 169909件[31]
  - 交通事故死者 - 122人[31]
- 拾得物 - 931015件[31]
  - 拾得現金 - 約11億2656万円[31]
- 運転免許保有者 - 474.2万人[31]

## 警察署
39の警察署を擁する。大規模署4署(浦和、大宮、川口、川越)の署長は警視正、それ以外の署長は警視である。
※警察車両のナンバー地名表記は、さいたま市・上尾市周辺地域が「大宮」、川口市が「川口」、所沢市・飯能市周辺地域が「所沢」、川越市周辺地域が「川越」、熊谷市・秩父市・東松山市周辺地域が「熊谷」、春日部市・草加市周辺地域が「春日部」、越谷市が「越谷」となる。
- 第1方面本部（本部は浦和警察署）[要出典]

| ※    | 地域 | 警察署名称   | 所在地                               | 管轄区域                                                                                             |
| ---- | ---- | ------------ | ------------------------------------ | --- |
| 大宮 | 東部 | 岩槻警察署   | さいたま市岩槻区大字岩槻5106番地     | 蓮田市                                                                                               |
| 大宮 | 中央 | 岩槻警察署   | さいたま市岩槻区大字岩槻5106番地     | さいたま市岩槻区                                                                                     |
| 大宮 | 中央 | 浦和警察署   | さいたま市浦和区常盤4-11-21          | さいたま市浦和区（上木崎1丁目を除く地域）、南区                                                      |
| 大宮 | 中央 | 浦和東警察署 | さいたま市緑区東浦和7-42-1           | さいたま市緑区                                                                                       |
| 大宮 | 中央 | 浦和西警察署 | さいたま市中央区上峰3丁目4番1号      | さいたま市中央区（大字上落合・新都心を除く地域）桜区、浦和区（上木崎1丁目）                          |
| 大宮 | 中央 | 大宮警察署   | さいたま市大宮区北袋町一丁目197番地7 | さいたま市大宮区（上小町・櫛引町・三橋を除く地域）、北区、中央区（大字上落合・新都心）               |
| 大宮 | 中央 | 大宮東警察署 | さいたま市見沼区大字風渡野35番地1    | さいたま市見沼区                                                                                     |
| 大宮 | 中央 | 大宮西警察署 | さいたま市西区三橋6丁目645番地       | さいたま市西区、大宮区（上小町・櫛引町・三橋）                                                       |
| 大宮 | 中央 | 上尾警察署   | 上尾市本町5丁目1番1号                | 上尾市、桶川市、北足立郡伊奈町                                                                       |
| 大宮 | 中央 | 蕨警察署     | 蕨市錦町1丁目12番21号                | 蕨市、戸田市                                                                                         |
| 川口 | 中央 | 川口警察署   | 川口市西青木3丁目2番4号              | 川口市西部（中央・横曽根・青木・南平・芝の各地区、神根地区うち在家町・大字安行領根岸の芝川右岸地域） |
| 川口 | 中央 | 武南警察署   | 川口市大字辻1010番地の2              | 川口市東部（新郷・安行・戸塚・鳩ヶ谷の各地区、在家町・大字安行領根岸の芝川右岸地域を除く神根地区）   |

- 第2方面本部（本部は川越警察署）[要出典]

| ※    | 地域 | 警察署名称   | 所在地                      | 管轄区域                                 |
| ---- | ---- | ------------ | --------------------------- | ---------------------------------------- |
| 所沢 | 西部 | 朝霞警察署   | 朝霞市幸町5丁目9番5号       | 朝霞市、志木市、和光市                   |
| 所沢 | 西部 | 新座警察署   | 新座市野火止7丁目1番38号    | 新座市                                   |
| 所沢 | 西部 | 東入間警察署 | ふじみ野市うれし野1丁目4-1  | 富士見市、ふじみ野市、入間郡三芳町       |
| 所沢 | 西部 | 所沢警察署   | 所沢市並木1丁目6番地の1     | 所沢市                                   |
| 所沢 | 西部 | 狭山警察署   | 狭山市稲荷山2丁目5番地の1   | 狭山市、入間市                           |
| 所沢 | 西部 | 飯能警察署   | 飯能市大字双柳531番地       | 飯能市、日高市                           |
| 川越 | 西部 | 川越警察署   | 川越市大字大仙波410番地1    | 川越市                                   |
| 川越 | 西部 | 西入間警察署 | 坂戸市関間2丁目4番17号      | 坂戸市、鶴ヶ島市、入間郡越生町・毛呂山町 |
| 熊谷 | 西部 | 西入間警察署 | 坂戸市関間2丁目4番17号      | 比企郡鳩山町                             |
| 熊谷 | 西部 | 東松山警察署 | 東松山市大字上野本1117番地1 | 東松山市、比企郡滑川町・吉見町・川島町   |

- 第3方面本部（本部は北部機動センター）[要出典]

| ※    | 地域 | 警察署名称   | 所在地                        | 管轄区域 |
| ---- | ---- | ------------ | ----------------------------- | --- |
| 熊谷 | 西部 | 小川警察署   | 比企郡小川町大字小川344番地   | 比企郡小川町・嵐山町・ときがわ町、秩父郡東秩父村                                                             |
| 熊谷 | 秩父 | 秩父警察署   | 秩父市上宮地町29番地2号       | 秩父市（中央・尾田蒔・原谷・久那・高篠・大田・影森・浦山・荒川・大滝の各地区）、秩父郡横瀬町・皆野町・長瀞町 |
| 熊谷 | 秩父 | 小鹿野警察署 | 秩父郡小鹿野町小鹿野2816番地1 | 秩父郡小鹿野町、秩父市（吉田地区）                                                                           |
| 熊谷 | 北部 | 本庄警察署   | 本庄市本庄4丁目2番7号         | 本庄市（本庄・藤田・仁手・旭・北泉・今井の各地区）、児玉郡上里町                                             |
| 熊谷 | 北部 | 児玉警察署   | 本庄市児玉町児玉1470番地1     | 本庄市（児玉地区）、児玉郡美里町・神川町                                                                     |
| 熊谷 | 北部 | 深谷警察署   | 深谷市戸森88番地1             | 深谷市（深谷・藤沢・幡羅・明戸・大寄・八基・豊里・上柴・南・岡部の各地区）                                   |
| 熊谷 | 北部 | 寄居警察署   | 大里郡寄居町大字桜沢923番地   | 大里郡寄居町、深谷市（花園・川本の各地区）                                                                   |
| 熊谷 | 北部 | 熊谷警察署   | 熊谷市石原441番地4            | 熊谷市 |
| 熊谷 | 東部 | 行田警察署   | 行田市大字長野4195番地1       | 行田市 |
| 熊谷 | 中央 | 鴻巣警察署   | 鴻巣市東4丁目1番3号           | 鴻巣市 |
| 大宮 | 中央 | 鴻巣警察署   | 鴻巣市東4丁目1番3号           | 北本市 |

- 第4方面本部（本部は東部機動センター）[要出典]

| ※      | 地域 | 警察署名称   | 所在地                          | 管轄区域                                             |
| ------ | ---- | ------------ | ------------------------------- | ---------------------------------------------------- |
| 熊谷   | 東部 | 羽生警察署   | 羽生市東7丁目13番地1            | 羽生市                                               |
| 熊谷   | 東部 | 加須警察署   | 加須市大門町19番53号            | 加須市                                               |
| 大宮   | 東部 | 久喜警察署   | 久喜市上早見154番地             | 白岡市                                               |
| 春日部 | 東部 | 久喜警察署   | 久喜市上早見154番地             | 久喜市（久喜・太田・江面・清久・菖蒲・鷲宮の各地区） |
| 春日部 | 東部 | 幸手警察署   | 幸手市大字上吉羽964番地         | 幸手市、久喜市（栗橋地区）                           |
| 春日部 | 東部 | 杉戸警察署   | 北葛飾郡杉戸町大字堤根4673番地1 | 北葛飾郡杉戸町、南埼玉郡宮代町                       |
| 春日部 | 東部 | 春日部警察署 | 春日部市大沼1丁目82番地         | 春日部市                                             |
| 春日部 | 東部 | 草加警察署   | 草加市花栗3丁目2番23号          | 草加市、八潮市                                       |
| 春日部 | 東部 | 吉川警察署   | 三郷市上彦名144番地3            | 三郷市、吉川市、北葛飾郡松伏町                       |
| 越谷   | 東部 | 越谷警察署   | 越谷市東越谷7丁目11番地6        | 越谷市                                               |

## 歴代警察本部長
| 氏名       | 在任期間                                               | 前職 | 後職                                                      |
| ---------- | ------------------------------------------------------ | --- | --------------------------------------------------------- |
| 波若敏郎   | 1954年（昭和29年）7月1日 - 1954年（昭和29年）9月15日   | 埼玉県国家地方警察隊長 | 新潟県警察本部長                                          |
| 坪井幸生   | 1954年（昭和29年）9月15日 - 1957年（昭和32年）1月19日  | 警察庁刑事部鑑識課長 | 山口県警察本部長                                          |
| 曽我部久   | 1957年（昭和32年）1月19日 - 1958年（昭和33年）12月5日  | 関東管区警察局公安部長 | 大阪府警察本部警務部長                                    |
| 大野健雄   | 1959年（昭和33年）12月5日 - 1961年（昭和36年）4月1日   | 宮内庁長官官房総務課長 | 関東管区警察学校長                                        |
| 渡辺実     | 1961年（昭和36年）4月1日 - 1963年（昭和38年）2月1日    | 中部管区警察局総務部長 | 警察庁警務局付                                            |
| 上田明     | 1963年（昭和38年）2月1日 - 1965年（昭和40年）3月26日   | 千葉県警察本部長 | 関東管区警察局総務部長                                    |
| 倉井潔     | 1965年（昭和40年）3月26日 - 1966年（昭和41年）11月11日 | 新潟県警察本部長 | 神奈川県警察本部長                                        |
| 景山二郎   | 1966年（昭和41年）11月11日 - 1968年（昭和43年）9月10日 | 熊本県警察本部長 | 神奈川県警察本部長                                        |
| 雨森和雄   | 1968年（昭和43年）9月10日 - 1970年（昭和45年）7月10日  | 警察庁警務局人事課長 | 警察大学校副校長兼特別捜査幹部研修所長                    |
| 木村善隆   | 1970年（昭和45年）7月10日 - 1972年（昭和47年）7月14日  | 日本国有鉄道本社公安部長 | 中部管区警察局長                                          |
| 関忠雄     | 1972年（昭和47年）7月14日 - 1974年（昭和49年）8月16日  | 警察庁刑事局参事官 | 九州管区警察局長                                          |
| 南条隆弘   | 1974年（昭和49年）8月16日 - 1976年（昭和51年）1月22日  | 警察庁刑事局鑑識課長 | 辞職                                                      |
| 高澤静     | 1976年（昭和51年）1月22日 - 1978年（昭和53年）         | 群馬県警察本部長 | 中国管区警察局長                                          |
| 松井三郎   | 1978年（昭和53年） - 1979年（昭和54年）                | 警察共済組合本部事務局長 | 皇宮警察本部長                                            |
| 安田修     | 1979年（昭和54年） - 1980年（昭和55年）                | 長崎県警察本部長 | 中部管区警察局長                                          |
| 山崎隆司   | 1980年（昭和55年） - 1981年（昭和56年）                | 警察庁警務局首席監察官 | 近畿管区警察局長                                          |
| 近藤一郎   | 1981年（昭和56年） - 1982年（昭和57年）                | 石川県警察本部長 | 東北管区警察局長                                          |
| 岩佐英一   | 1982年（昭和57年） - 1984年（昭和59年）                | 警察大学校副校長 | 近畿管区警察局長                                          |
| 高橋弘     | 1984年（昭和59年） - 1985年（昭和60年）                | 警察庁警備局審議官 | 九州管区警察局長                                          |
| 福井与明   | 1985年（昭和60年） - 1988年（昭和63年）                | 警視庁公安部長 | 近畿管区警察局長                                          |
| 石瀬博     | 1988年（昭和63年） - 1990年（平成2年）                 | 警察庁長官官房審議官（刑事局保安部担当） | 近畿管区警察局長                                          |
| 松村龍二   | 1990年（平成2年） - 1991年（平成3年）                  | 警察大学校国際捜査研修所長 | 九州管区警察局長                                          |
| 笠井聰夫   | 1991年（平成3年） - 1992年（平成4年）                  | 内閣官房内閣調査室内閣調査官 | 皇宮警察本部長                                            |
| 半田嘉弘   | 1992年（平成4年） - 1993年（平成5年）                  | 大阪府警察本部警務部長 | 内閣官房内閣広報官室内閣広報官 兼内閣総理大臣官房広報室長 |
| 賀来敏     | 1993年（平成5年） - 1995年（平成7年）                  | 総務庁長官官房交通安全対策室長 | 関東管区警察局長                                          |
| 佐藤英彦   | 1995年（平成7年） - 1997年（平成9年）                  | 警視庁刑事部長 | 警察庁刑事局長                                            |
| 服部範雄   | 1997年（平成9年） - 1998年（平成10年）                 | 警察庁長官官房首席監察官 | 皇宮警察本部長                                            |
| 西村浩司   | 1998年（平成10年） - 2000年（平成12年）                | 警察庁長官官房審議官（生活安全局担当） | 九州管区警察局長                                          |
| 矢代隆義   | 2000年（平成12年） - 2002年（平成14年）                | 大阪府警察本部警務部長 | 警察庁長官官房審議官（交通局担当）                        |
| 茂田忠良   | 2002年（平成14年） - 2004年（平成16年）                | 警察庁警備局警備企画課長 | 警察庁長官官房政策評価審議官兼長官官房付                  |
| 池田克彦   | 2004年（平成16年） - 2006年（平成18年）                | 警視庁警備部長 | 警視庁警務部長                                            |
| 加地正人   | 2006年（平成18年） - 2008年（平成20年）4月14日         | 警視庁総務部長 | 皇宮警察本部長                                            |
| 松本治男   | 2008年（平成20年）4月14日 - 2010年（平成22年）8月26日  | 警視庁交通部長 | 中部管区警察局長                                          |
| 横山雅之   | 2010年（平成22年）8月26日 -2012年（平成24年）6月15日   | 警察庁長官官房審議官（交通局担当） | 警察庁長官官房付 →阪神高速道路株式会社常勤監査役          |
| 金山泰介   | 2012年（平成24年）6月15日 -2014年（平成26年）1月31日   | 中小企業基盤整備機構業務統括役 | 退職                                                      |
| 杵淵智行   | 2014年（平成26年）1月31日 -2015年（平成27年）8月24日   | 内閣府大臣官房審議官（共生社会政策担当） | 警察大学校長                                              |
| 貴志浩平   | 2015年（平成27年）8月24日 -2017年（平成29年）4月5日    | 警視庁総務部長 | 警察庁長官官房審議官（国際・調整担当）                    |
| 鈴木三男   | 2017年（平成29年）4月5日 -2018年（平成30年）8月31日    | 警察庁長官官房政策評価審議官 兼長官官房審議官（生活安全局担当）                                                                             | 中国管区警察局長                                          |
| 富田邦敬   | 2018年（平成30年）8月31日 -2019年（令和元年）9月9日    | 警察庁長官官房付（7月31日まで内閣官房内閣審議官＝内閣情報調査室兼カウンターインテリジェンス・センター副センター長兼国際テロ情報集約室次長） | 内閣官房内閣情報調査室内閣衛星情報センター次長            |
| 高木紳一郎 | 2019年（令和元年）9月9日 -2021年（令和3年）2月15日     | 警察庁長官官房付（8月20日まで警察庁長官官房サイバーセキュリティ・情報化審議官兼長官官房付兼生活安全局付兼警備局付）                         | 関東管区警察局長                                          |
| 原和也     | 2021年（令和3年）2月15日 -2022年（令和4年）7月20日     | 警察庁長官官房付 | 警察庁長官官房付 →警察庁警備局長                          |
| 鈴木基之   | 2022年（令和4年）7月20日 -2024年（令和6年）11月25日    | 警察庁長官官房付 | 警察庁交通局付→自動車安全運転センター理事                 |
| 野井祐一   | 2024年（令和6年）11月25日 -                            | 警察共済組合理事 |                                                           |

## 埼玉県のみ配備のパトカー

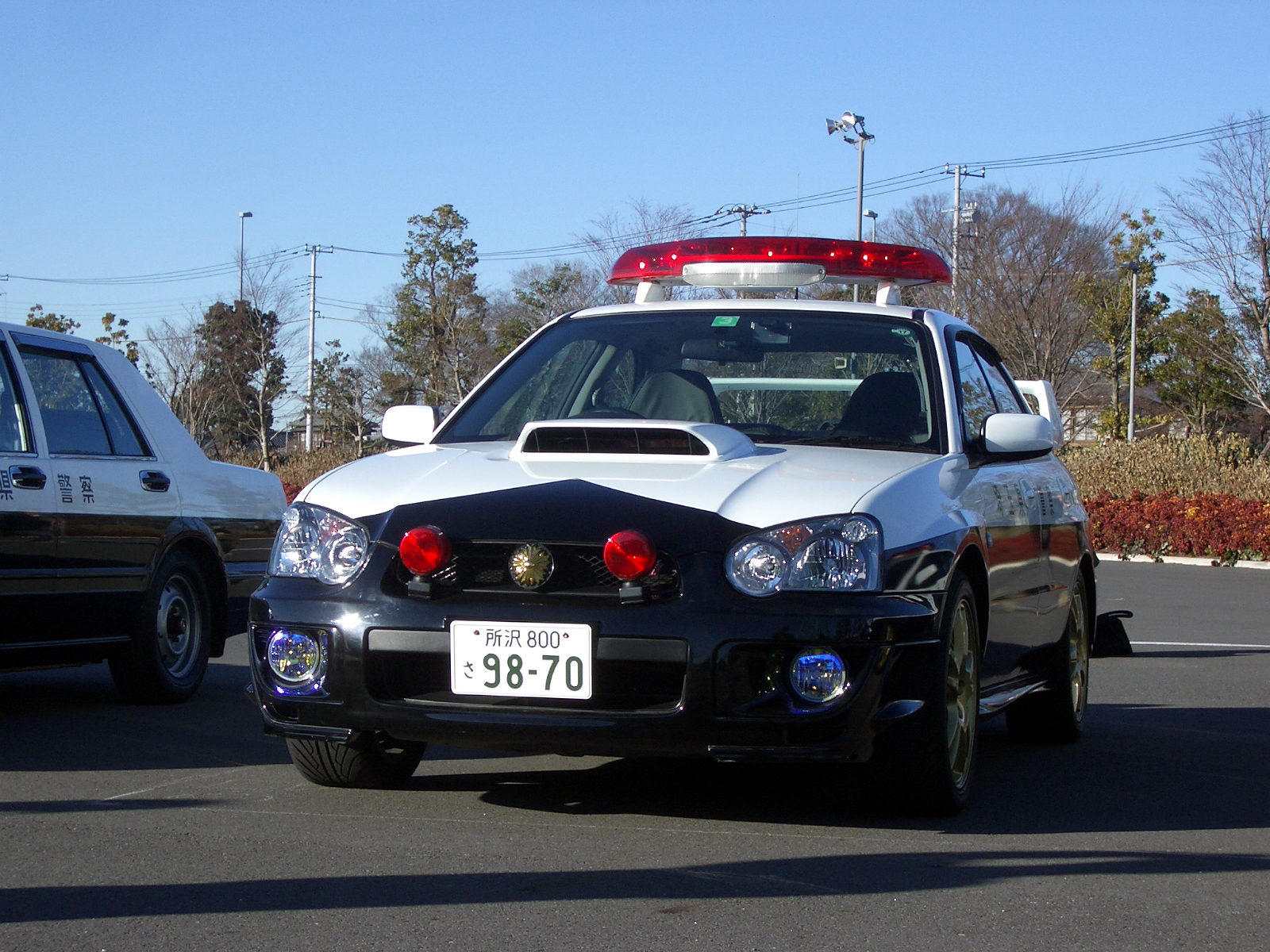
インプレッサWRX STi

他都道府県警察に比べて、県費でパトカー用でない車種を多く導入している。パトカー数は約500台（2024年4月現在）。

### 警邏パトカー
- パジェロイオ
- エクストレイル・GT

### 交通取締りパトカー
- スカイライン（R34型GT-R）（白黒4台、覆面1台。R32型から3代続けて導入）
- スカイライン（V35型）（白黒。覆面は他県[どこ?]でも導入されている）
- シーマ（FY33型）（白黒。現在[いつ?]はV35型スカイラインに代替されている）
- インプレッサ・WRX STi（GDB中期型）（白黒、覆面。STIロゴ入り。現在[いつ?]は他県[どこ?]やフランス国家憲兵隊でも導入、ライバル車のランエボもイギリスなどで採用）

## ヘリコプター
航空自衛隊入間基地に配備されている。2022年10月現在、所属は警備部警備課。
- 「むさし」（2022年6月導入）[76]
- 「さきたま」（2010年3月導入）[76]
- 「みつみね」（2009年3月導入）[76]

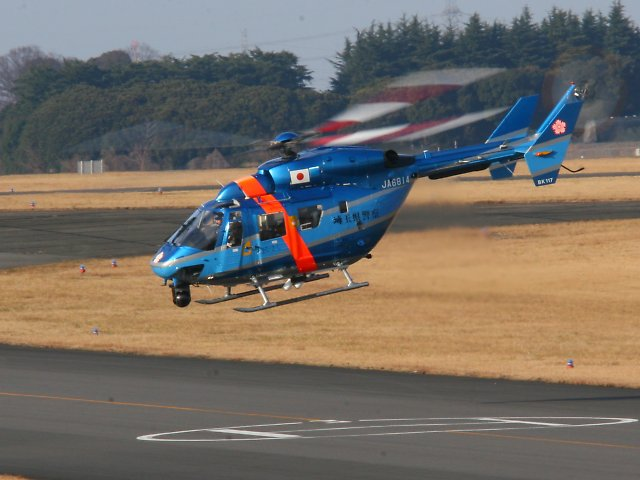
むさし

## 警備艇
- 「さくらそう」（芝川マリーナに配備）
- 「ふくじゅそう」（大場川マリーナに配備）

2艇とも所属は自動車警ら隊。

## マスコットキャラクター
- ポッポくん（シンボルマスコット、2003年10月制定）[77]
- ポポ美ちゃん（女性警察官シンボルマスコット、2014年02月制定）[77]

## 機動隊部隊マーク
- 県警機動隊
  - 埼玉県章の中央に機
- 関東管区機動隊（赤ダイヤ）
  - シラコバト

## 主な事件
- 1946年（昭和21年） - 第二小平事件
- 1954年（昭和29年） - 人違いバラバラ殺人事件
- 1971年（昭和46年） - 朝霞自衛官殺害事件
- 1973年（昭和48年） - 上尾事件
- 1981年（昭和56年） - 大宮母娘殺害事件
- 1988年（昭和63年） - 東京・埼玉連続幼女誘拐殺人事件
- 1993年（平成5年） - 埼玉愛犬家連続殺人事件
- 1999年（平成11年） - 桶川ストーカー殺人事件
- 2004年（平成16年） - 元千葉ロッテマリーンズ投手強盗殺人事件
- 2007年（平成19年） - 川口強盗強姦殺人事件
- 2008年（平成20年） - 元厚生事務次官宅連続襲撃事件
- 2015年（平成27年） - 熊谷連続殺人事件

## 不祥事

### 1990年代
- 1999年10月26日 - JR桶川駅前で、女子大学生（21歳）が、ストーカー被害にあった末に殺害された。被害者は身の危険を感じ、上尾警察署に何度もストーカー被害を訴えていたにもかかわらず、上尾警察署は真剣に取り合わず、捜査をしなかった。県警本部長ら12人が懲戒処分され、県警の捜査怠慢は国会でも問題となった。また、この事件を契機にストーカー行為等の規制等に関する法律が制定された[78]。詳細は「桶川ストーカー殺人事件」を参照。

### 2010年代
- 2015年9月3日 - 浦和警察署地域課の男性巡査部長（31歳）が、朝霞市の男性（58歳）宅に侵入し、首をロープで絞めて殺害した。また、金庫内にあった現金100万円を盗んだ。取り調べに対し、男性巡査部長は「金銭目的で男性宅に侵入した」という趣旨の供述。13日、県警は殺人と住居侵入の疑いで、男性巡査部長をさいたま地方検察庁に送致した。男性巡査部長は、妻子がいるにもかかわらず、捜査過程で知り合った不倫相手と二重生活しており、経済的に困窮していた。支払期限の迫った借金もあったが、事件後に返済し、不倫相手と旅行もしていた。殺害された男性宅には、2014年10月、男性の父親が自宅で亡くなったため、同僚と遺体の検視で訪れており、その時に金庫の場所や施錠状況を把握していた。県警本部は12日午前4時頃に逮捕会見を行う予定だったが、貴志浩平本部長を出席させず、写真やテレビカメラの撮影を冒頭だけに限ったことで報道陣が猛反発。午前5時45分に捜査第一課長による会見がようやく始まった。「本部長は質問を受け付けない」という条件で本部長ら県警幹部が会見したのは午前11時40分のことだった。「被疑者、ご遺族をはじめ、関係者に深くおわびする」と発言。「被害者」を「被疑者」と言い間違えた[79]。2018年10月2日、強盗殺人などの罪に問われた元巡査部長の上告を最高裁判所第二小法廷が棄却したことで、無期懲役の刑が確定した[80]。詳細は「埼玉県警察浦和警察署警察官による資産家強盗殺人事件」。
- 2015年9月13日 - 熊谷市内で9月14日、16日に小学生女児2人を含む一般市民の男女6名が殺害された「熊谷連続殺人事件」のペルー人の犯人が熊谷警察署に案内され、署員が対応していた。しかし犯人が喫煙休憩を求め、署員1名が付き添い玄関外の喫煙所で一服し、庁舎に戻ることを促されたが現金約3,400円やパスポート、携帯電話が入った荷物を署内に置いたまま何も持たずに署員を振り切って警察署前の国道17号（中山道）を赤信号を無視して横断し、向かいのファミレスに逃げ込み、署員1人が追い掛けたが見失った。その翌日、翌々日に逃走していた犯人によって市民が殺害された。県警は不審者情報を自治体や教育機関に提供していなかった。詳細は「熊谷連続殺人事件」を参照。
- 2015年9月 - 交通部交通捜査課の男性警部補（62歳）が、2009年9月熊谷市で小学生男児（当時10歳）がひき逃げされ死亡した事件に関連した証拠品の腕時計を紛失したことを隠蔽するため、証拠品に関する書類計2通を熊谷警察署のシュレッダーで細断し、破棄した上うその書類を作成していた。証拠品の紛失は2019年1月に発覚。県警は定年退職していた元男性警部補を公文書毀棄と虚偽有印公文書作成・同行使容疑で書類送検した。男性元警部補は不起訴処分となったが地検はその理由を明らかにしていない[81]。
- 2018年7月13日 - 本庄警察署地域課の男性巡査（54歳）が2月22日午前11時ごろ、熊谷市内のコンビニ駐車場で、酒に酔った状態で軽乗用車を運転して駐車中の乗用車に接触、乗っていた男性（50代）と女性（40代）に頸椎捻挫の怪我を負わせたとして、7月13日、県警は男性巡査を道路交通法違反（酒酔い・酒気帯び運転）と自動車の運転により人を死傷させる行為等の処罰に関する法律違反（過失傷害）の疑いで書類送検し、停職6ヵ月の懲戒処分にした。男性巡査は同日、依願退職[82]。
- 2018年10月19日 - 草加警察署刑事課の男性巡査（22歳）が9月27日、草加警察署内で、病死した父親の届け出を行った女性（48歳）に「死体検案書のほかに82万円かかります」などと嘘をついて現金を詐取した。10月18日にも「200万円足りません」などと嘘をついて現金をだまし取ろうとしたが、不審に思った女性が草加警察署に問い合わせて事件が発覚した。県警捜査２課などは10月19日、詐欺と詐欺未遂の疑いで男性巡査を逮捕。男性巡査にはスマートフォンゲームの課金などで数十万円の借金があった[83]。
- 2019年3月 - 川越警察署刑事課強行犯係の男性巡査（25歳）が、病死した川越市の無職男性（67歳）の遺族で北海道に住む女性（69歳）に対し、「部屋の清掃でお金がかかる」「消防車やレッカー車が来たので40～50万円かかる」「私が預かってもいい」などとうその電話をかけ、現金を詐取しようとした。不審に思った女性が葬儀会社に相談し、葬儀会社から川越警察署に連絡があり、犯行が発覚した。刑事部捜査第二課と川越署は4月4日、男性巡査を詐欺未遂の疑いで逮捕した[84][85]。
- 2019年6月26日 - 浦和東警察署地域課の男性巡査（32歳）が、さいたま市内の路上で、徒歩で帰宅途中の女性（10代後半）に声を掛け、付近の駐車場に引き込み身体を触るなどのわいせつな行為をした。県警は8月15日、強制わいせつ容疑で男性巡査を逮捕。男性巡査は容疑を認め、「好みの女性だったのでムラムラして身体を触った」と供述[86]。
- 2019年11月 - 川口市立の中学校でいじめを受け不登校になった元男子生徒（17歳）が2016年10月、被害届について武南警察署に相談した際、署員が経緯を内部文書にまとめたが、「元男子生徒が先に加害生徒を蹴った」と事実に反する内容を書いた。作成された文書は、いじめを巡る訴訟に証拠として提出されていたことが県警と関係者への取材で明らかになった。県警は内容を訂正して謝罪するとしている[87]。

### 2020年代
- 2021年4月 - 4日午後1時頃、羽生警察署須影駐在所勤務の巡査部長（当時34歳）が、同県羽生市内の商業施設駐車場に止めた車の中で20代女性の体を触ろうとした疑いで逮捕された。勤務していた須影駐在所の業務でこの女性に応対したことがあり、この際に聞き取った女性の携帯電話番号に連絡して呼び出した。「性欲を満たすためにやった。被害者に申し訳ない」と話しているという。同年5月21日、埼玉県警察は巡査部長を懲戒免職したと発表。（埼玉新聞記事　2021年4月9日）
- 2023年6月16日 - 川口警察署の留置場に勾留されていた東京都の40代男性が、留置場の食事が原因で脚気になったなどとして、県に損害賠償を求めた訴訟で、さいたま地方裁判所は、食事に健康上必要な量のビタミンB1が含まれていなかったことを発病の原因と認め、埼玉県に55万円の支払いを命じた。男性は2017年11月に詐欺容疑で逮捕され、川口署の留置場に勾留された。2018年7月の健康診断で手足のしびれを訴え、8月に病院で脚気と診断された。一方、県警は2019年11月、同署の留置場で20～30代の男性4人が栄養不足による脚気と診断されたと公表している[88]。
- 2024年 - 1月、川口市内で東京都内の女子中学生に対し性的暴行を加えその後3月に逮捕、5月27日に懲役1年、執行猶予3年を言い渡された[89]クルド人の男が、執行猶予中の9月に12歳の少女に対し性的暴行を加える事件を起こした[89](2024年12月現在、公判中[89])。しかしながら、2回目の逮捕の際、性犯罪の再犯にもかかわらず県警は2度目の事件を発表しなかった[90]。
  - さらに、事態を重く見た無所属の諸井真英県議が県警本部に説明を求めたところ、2週間後に(県警の)議会担当者が「県警として広報していないため、警察としてはお話しできない」と回答したという[90]。「被害者のプライバシーに配慮した上で、事実関係だけでも確認させてほしい」と再度求めたが、対応は変わらなかった[90]。
    - 同県議は、「幼い少女が埼玉県内で立て続けに事件に遭っている重大事案。こんな重大事案をなぜ発表しないのか。県議会議員にさえ説明できないのか。非常に問題であり議会でもしっかり事実確認したい」[90]と話している。

  - 担当した武南警察署幹部は、「被害者の意向を強く尊重して発表しなかった」と語った[89][90]。
  - 24年11月本部長に就任した野井祐一警視監は、「外国人犯罪情勢を注視しながら、違法行為には国籍にかかわらず厳正に対処する」「在留外国人が犯罪に巻き込まれたり、関与したりすることのないよう対策を進める」と述べた[91]。
  - しかしながら、一度目の逮捕の際は当日発表していた[90]。
    - 県警としては公表していなかったものの、SNSなどを通じて拡散された結果、一部サイトでは「県警はクルド人だから発表しないのか」「外国人にやさしい埼玉県警」などの批判が殺到した[90]。

## その他
- 各女子生徒が一日通信指令課長を務めた。
  - 2016年1月8日 - 埼玉県立浦和第一女子高等学校[92]
  - 2017年1月10日 - 浦和実業学園高校[93]
- 2016年、埼玉県警テロ防止ポスターに浦和の調ちゃんを起用[94][95]。県内全域に掲示。
- 2017年9月25日、ももいろクローバーZの有安杏果（埼玉県出身）が一日交通部長を務めた[96]。

## 画像ギャラリー

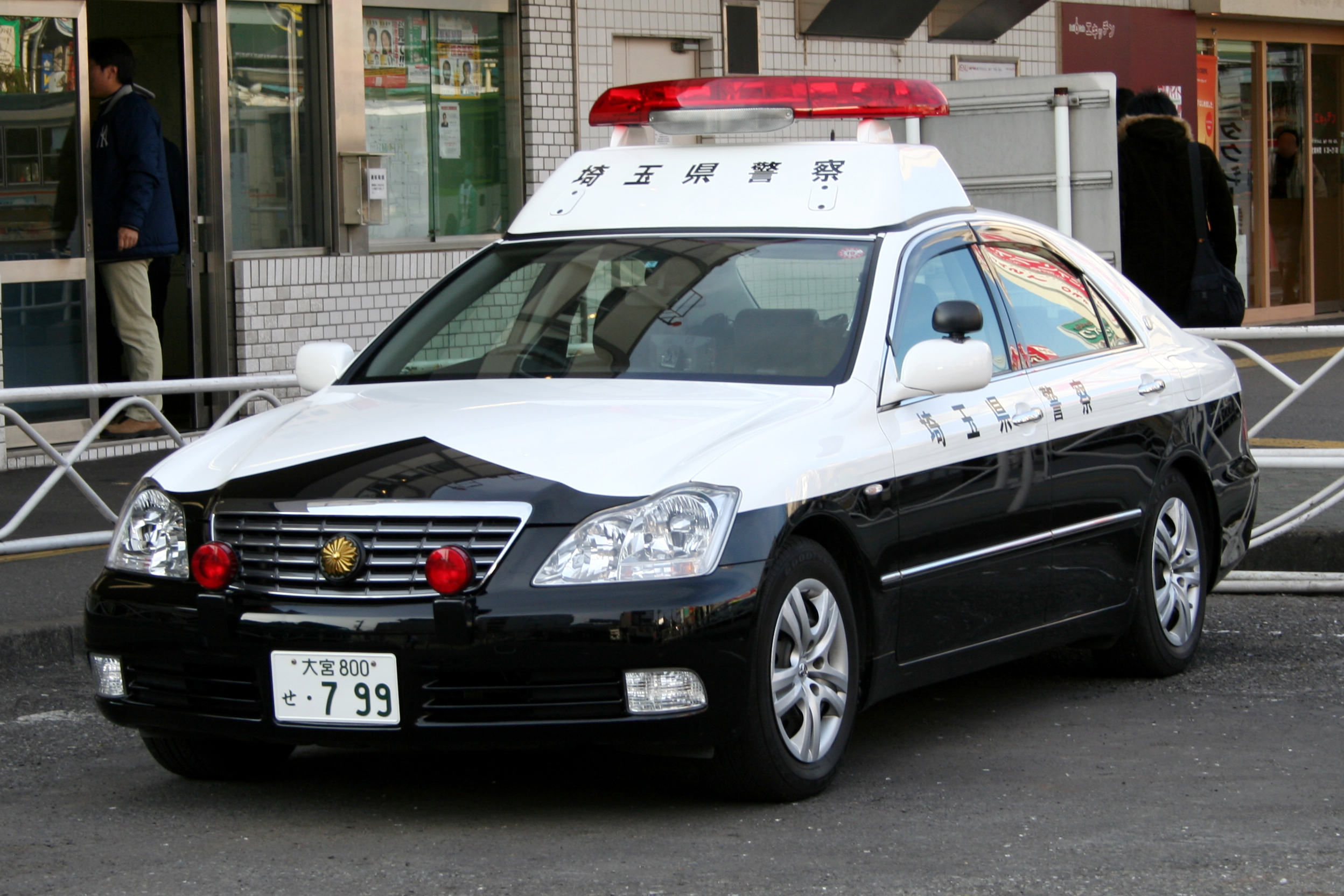
トヨタ・クラウン
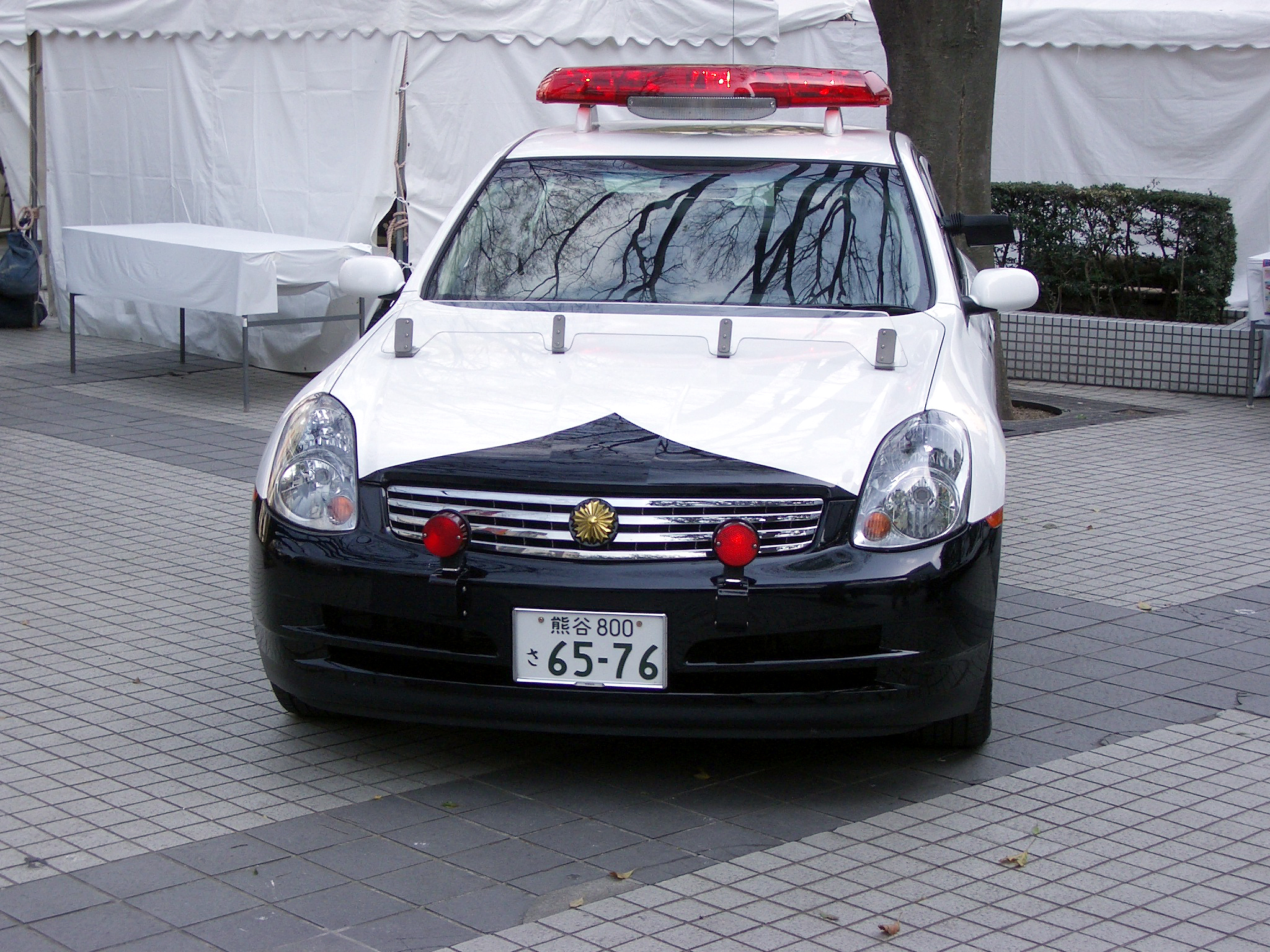
日産・スカイライン（V35型）
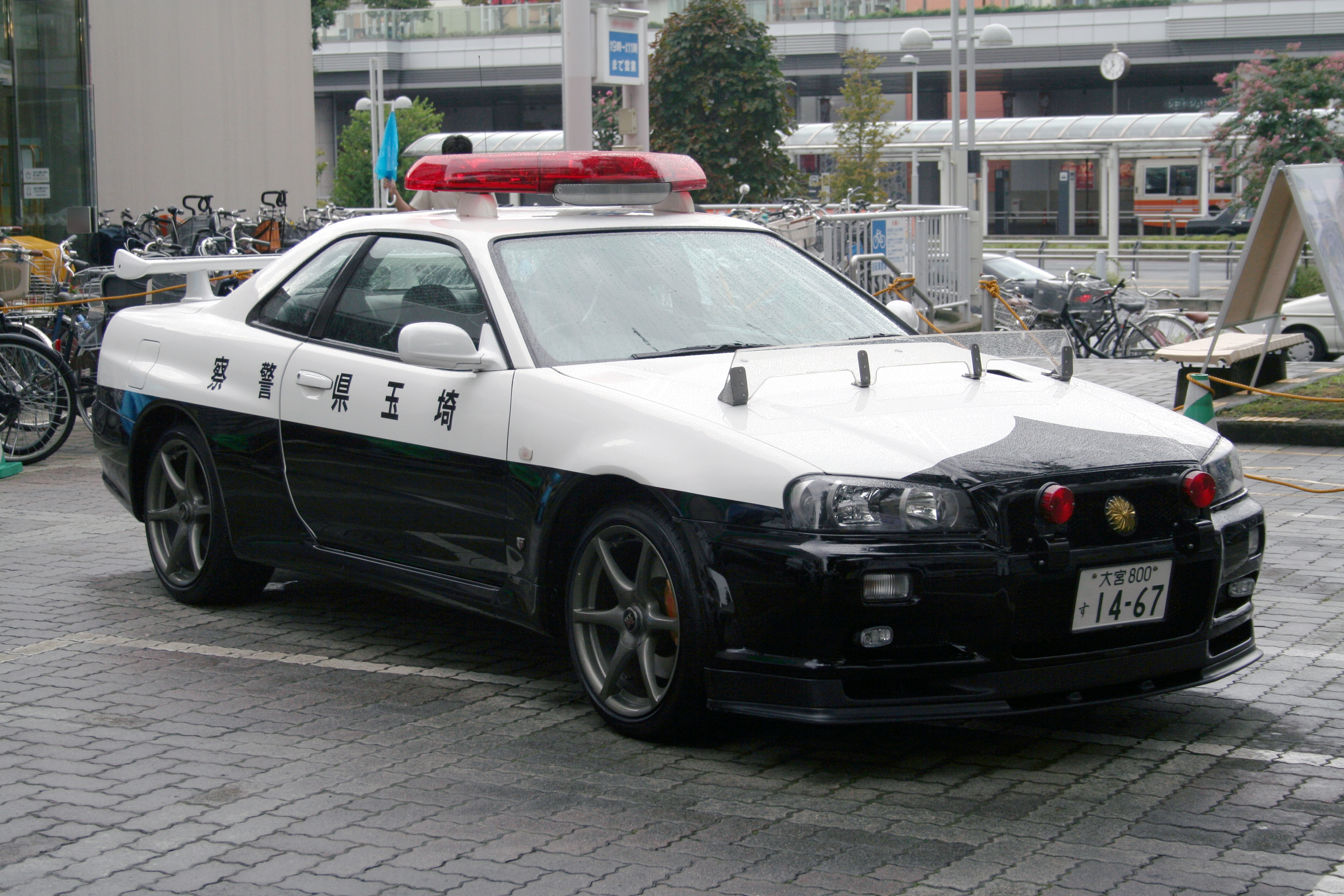
日産・スカイライン（R34GT-R）
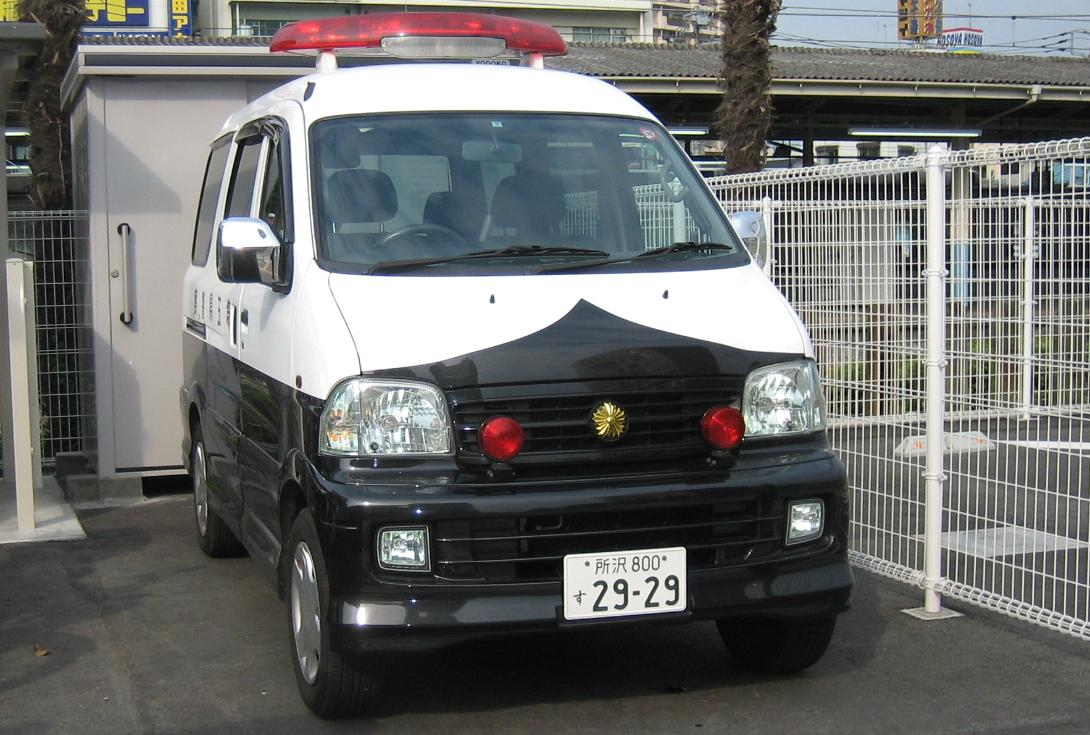
ダイハツ・アトレー7
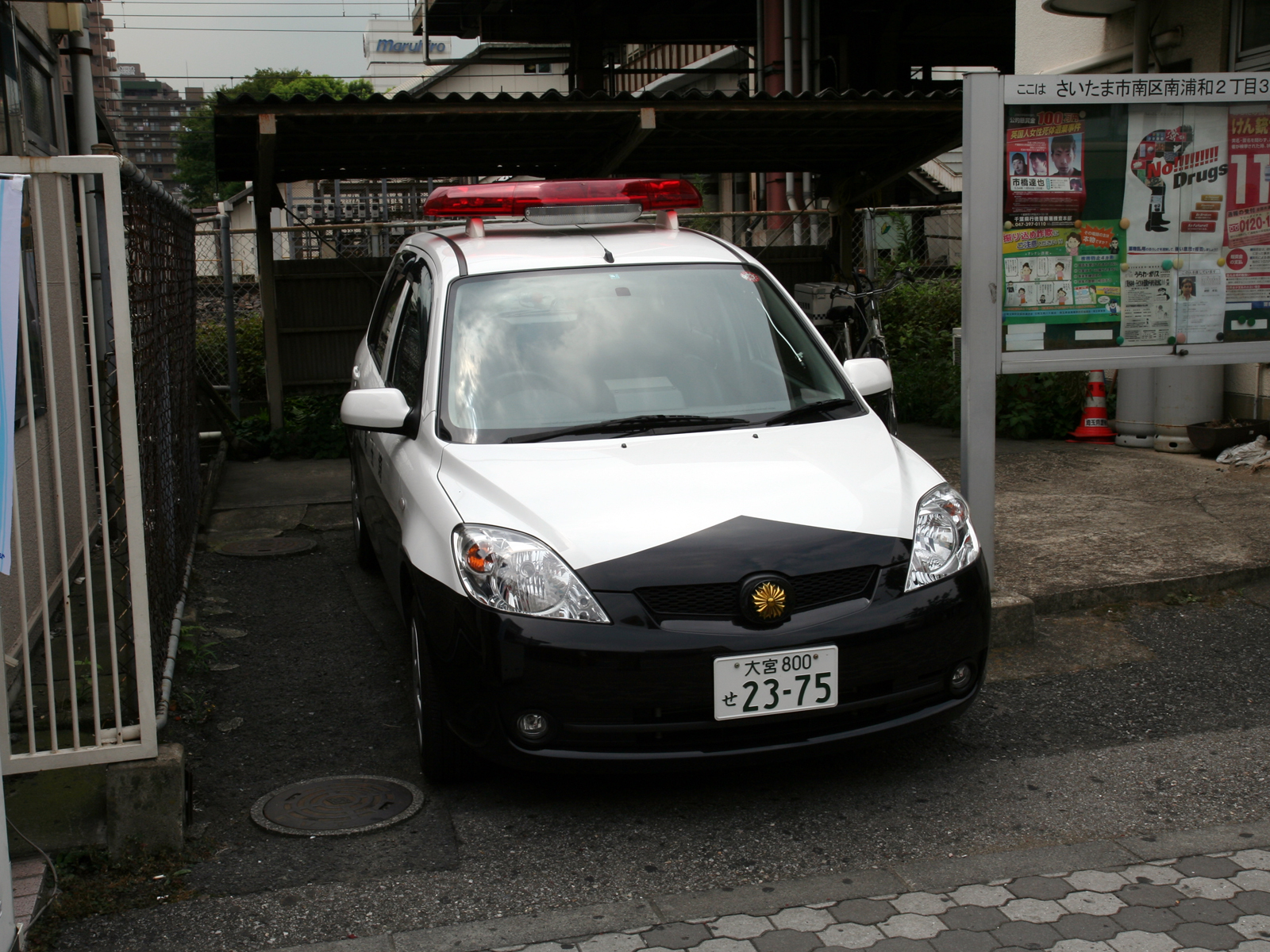
マツダ・デミオ（2代目）
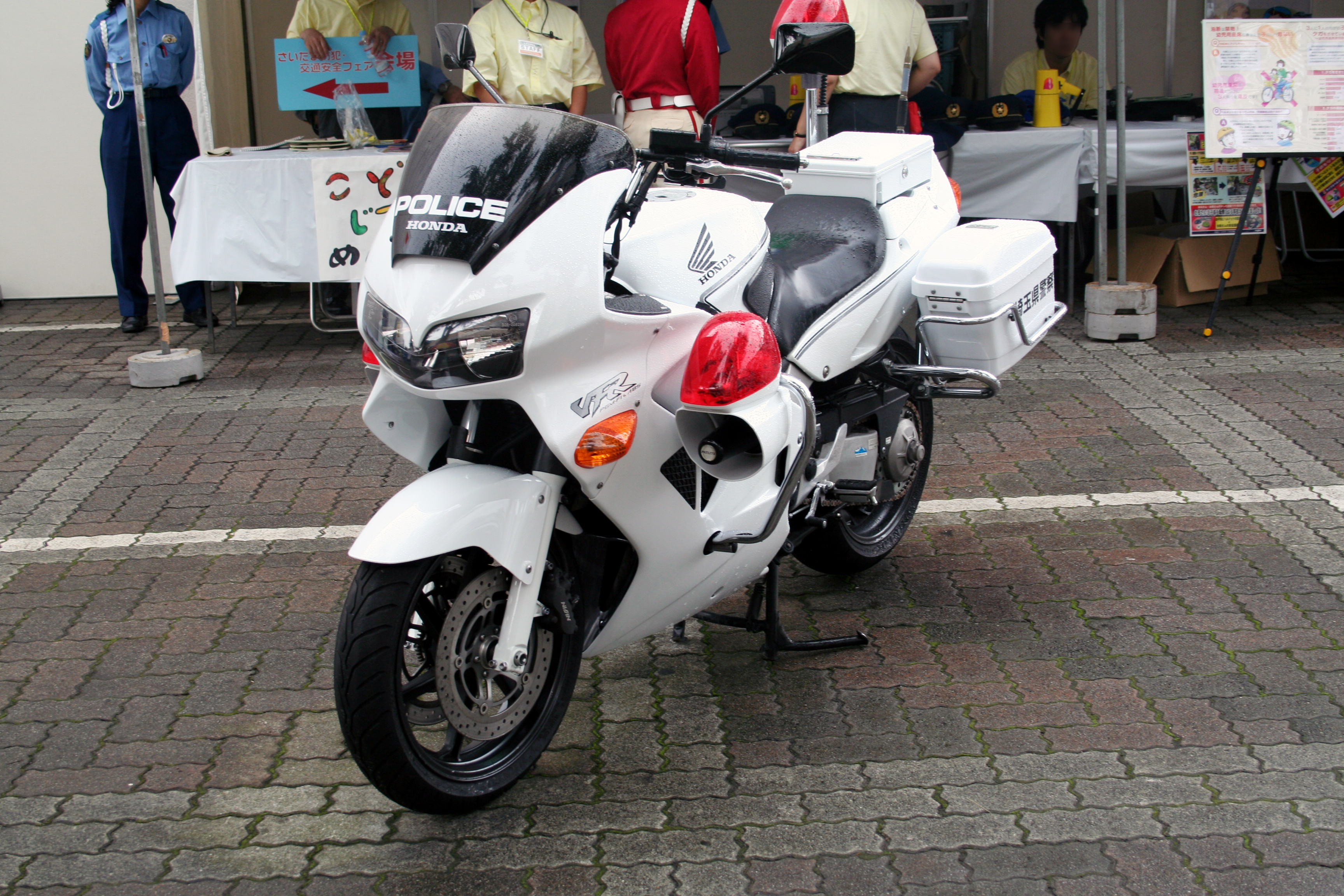
ホンダ・VFR800P
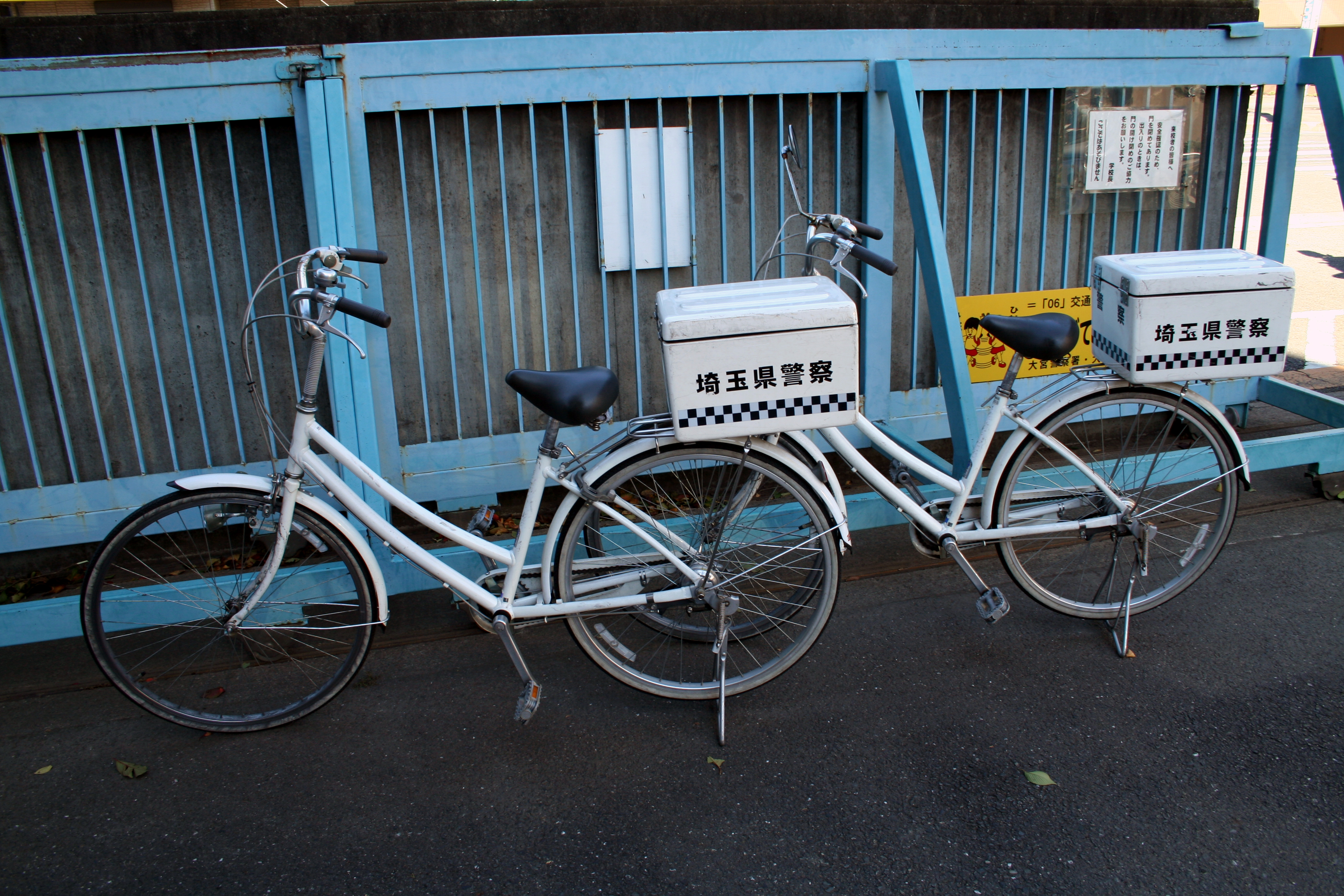
警察官が使用する自転車
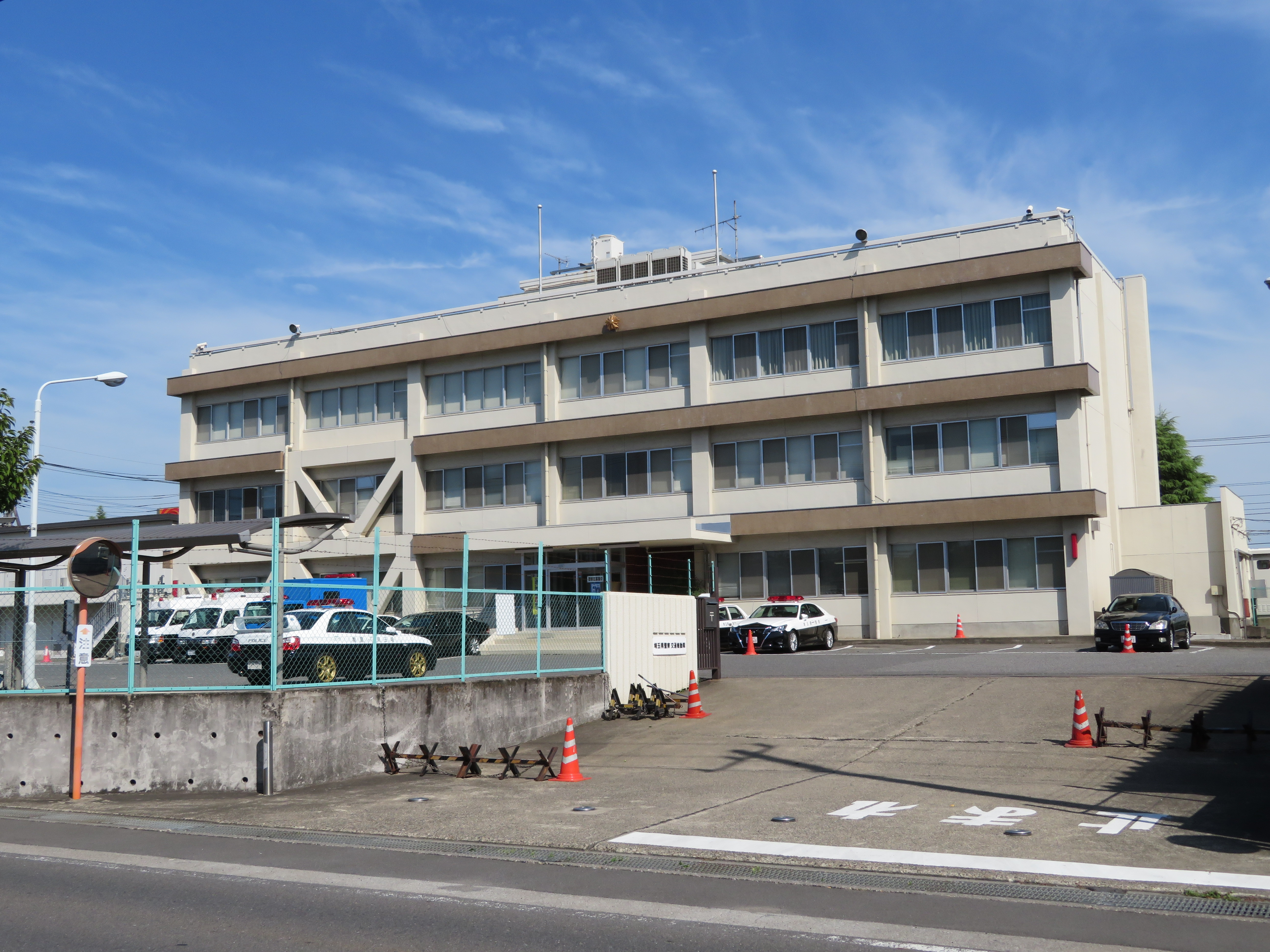
交通機動隊庁舎